# NGC 1609
NGC 1609 ist eine linsenförmige Galaxie vom Hubble-Typ S0/a im Sternbild Eridanus am Südsternhimmel. Sie ist schätzungsweise 190 Millionen Lichtjahre von der Milchstraße entfernt und hat einen Durchmesser von etwa 60.000 Lichtjahren.
Im selben Himmelsareal befinden sich u. a. die Galaxien NGC 1607, NGC 1611, NGC 1612, NGC 1613.
Das Objekt wurde am 26. November 1786 von Wilhelm Herschel entdeckt.